# 2019年12月26日の日食
本項では、2019年12月26日の日食（観測地域により金環日食あるいは部分日食）について述べる。 

## 概要

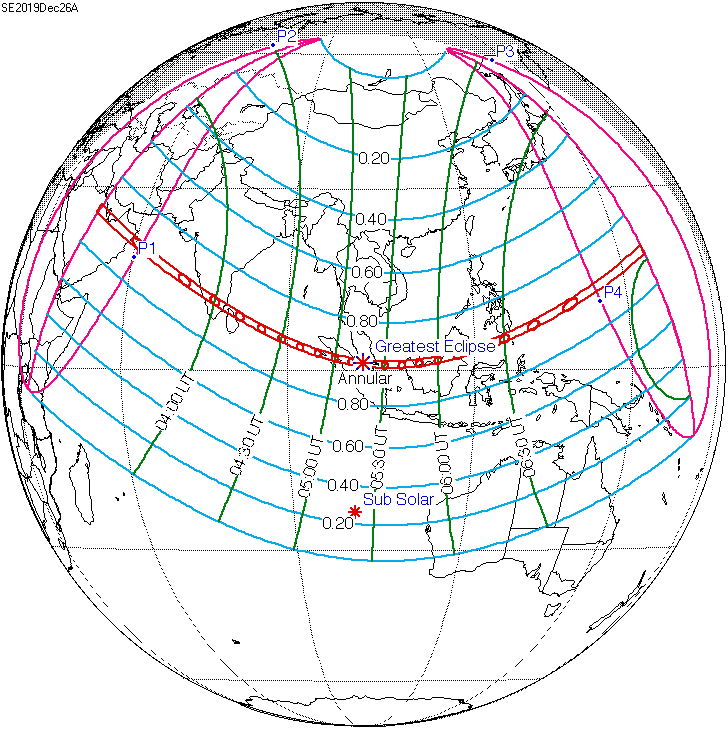
日食が観測される地域

日食は、月が地球と太陽の間を横切る際に起き、地球から見た太陽の像が完全または部分的に隠れる。金環日食は、月の視直径が太陽のものよりも小さい時に起こり、太陽の光がほぼ遮られて、環のように見える。この時、その周辺の長さ数千 kmの地域で部分日食が見られる。 
この日食は2019年に発生した3回目の日食である。最大食分は0.9701で、サロス周期は132番。この金環日食の食帯は世界協定時（UTC）3時34分頃にリヤドから北東へ約220 km離れたアラビア半島上で発生し、その後1.1 km/sの速度でインド洋北部、インド南部、スリランカ北部、ベンガル湾、フィリピン南端、インドネシア、シンガポール、グアム島などを通過し、同日7時1分頃に太平洋西部で消滅した。この日食で、金環日食の食帯は約12,900 kmに渡って地球上を移動し、地球の表面全体の0.34%で金環日食が観測された。同日2時30分頃から8時6分頃まで、アフリカ大陸北東部、ユーラシア大陸中南部、日本、東南アジア、オーストラリアなどの広い地域が部分日食の食帯に入った。

## 観測
金環日食の食帯の中心線が通るグアム島は快晴で、約3分間に渡って金環日食が観測された後に日没を迎えた。他にサウジアラビアやシンガポール、インド、スリランカ、インドネシアなどの中東やアジアの広い地域で金環日食が観測され、中華人民共和国の海南省などでも部分日食が観測された。

### 日本国内での観測
日本国内では全域で部分日食が観測され、南に行くほど食分が大きくなるが、東日本や北日本では日食が発生している間に日没を迎える「日入帯食」となった。なお、2019年に日本国内で日食が観測されるのは2019年1月6日の日食に次いで2回目である。
日食発生時は前線や低気圧の通過による悪天候により、全国的に日食を観測できなかった地域が多かったが、北海道札幌市や、福岡県、沖縄県などの一部の地域でのみ部分日食が観測された。

## 画像

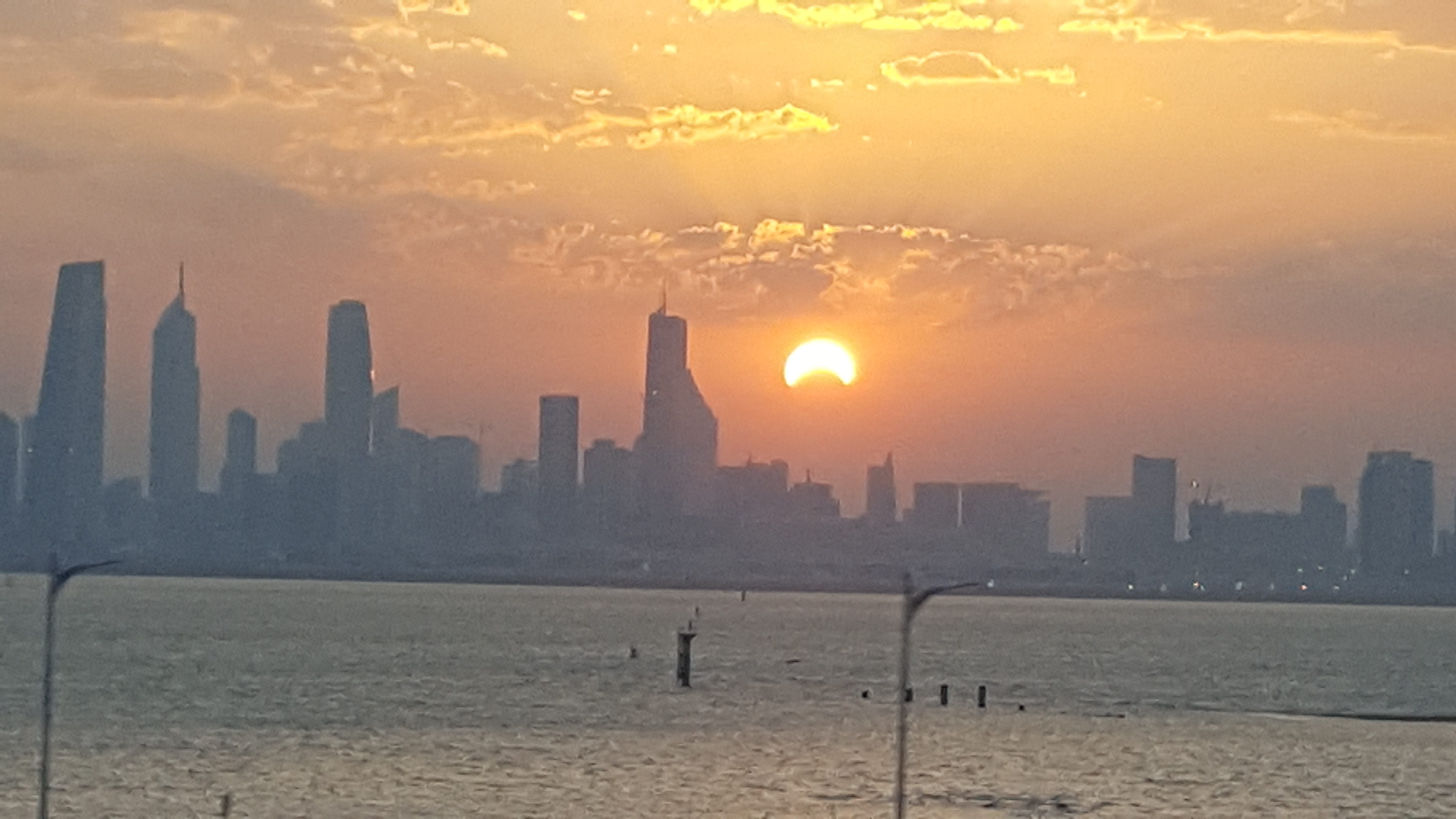
クウェート市で撮影された部分日食
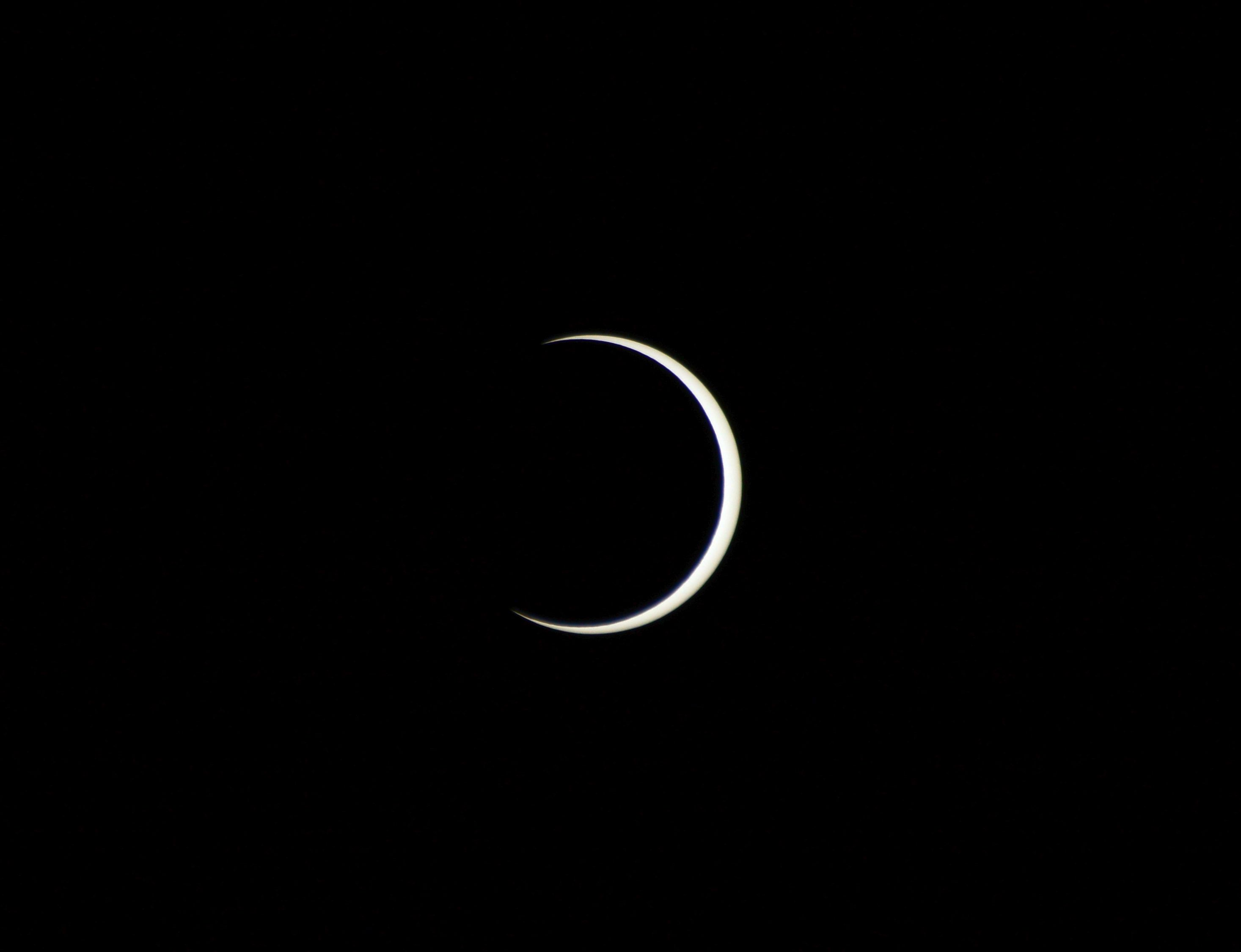
インドのコーチで撮影された部分日食
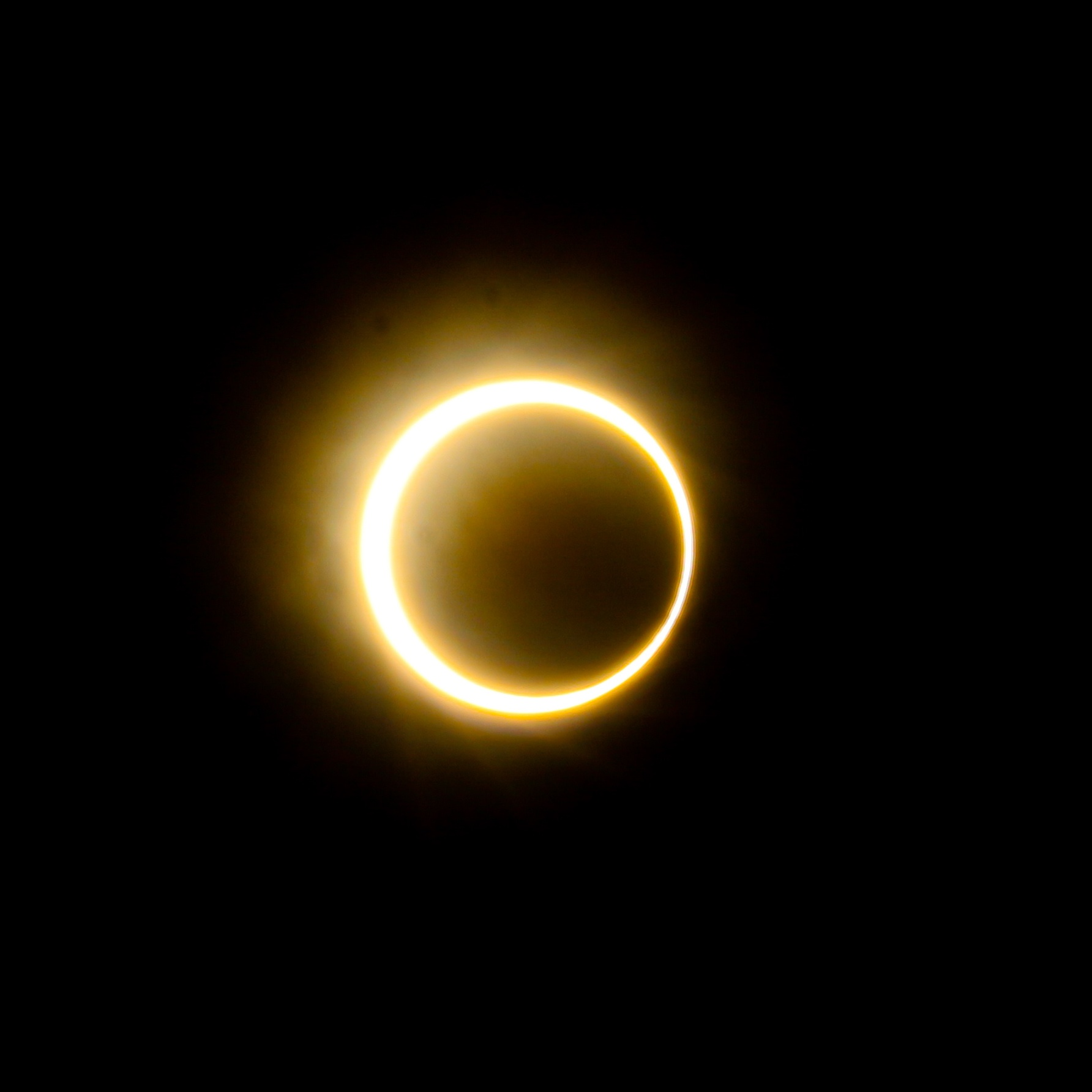
インドのマンガロールで撮影された金環日食
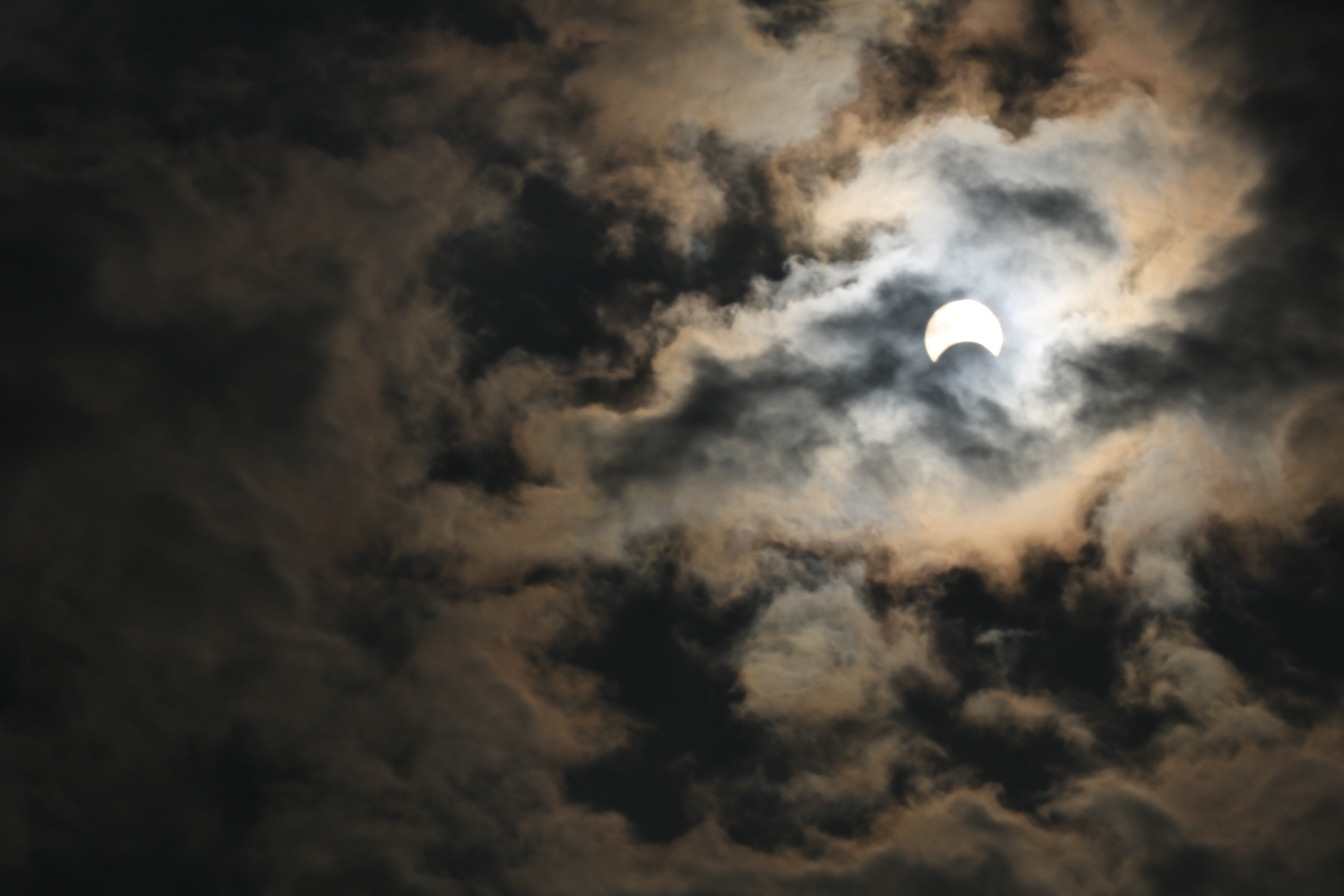
バングラデシュのダッカで撮影された部分日食
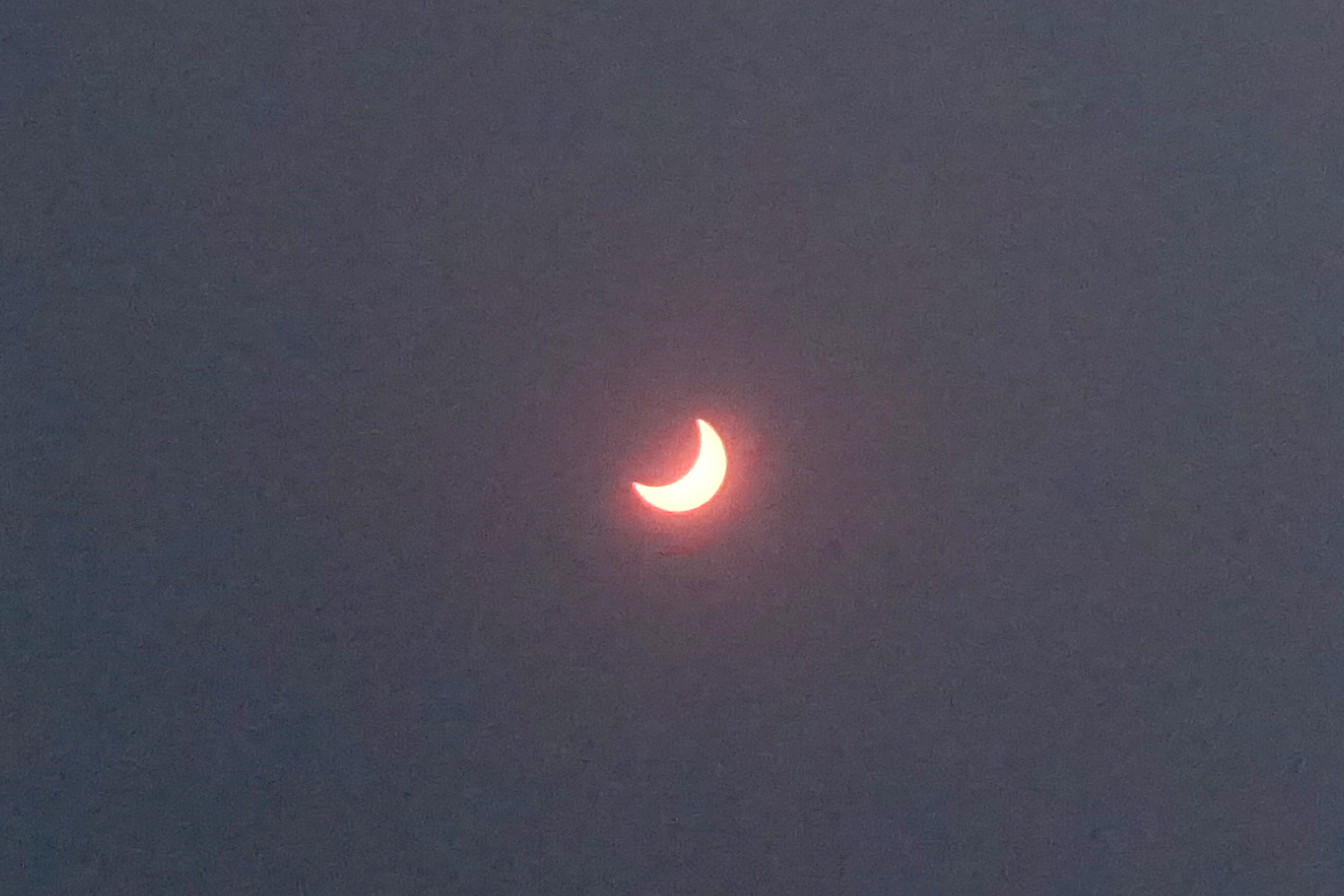
インドネシアのジャカルタで撮影された部分日食
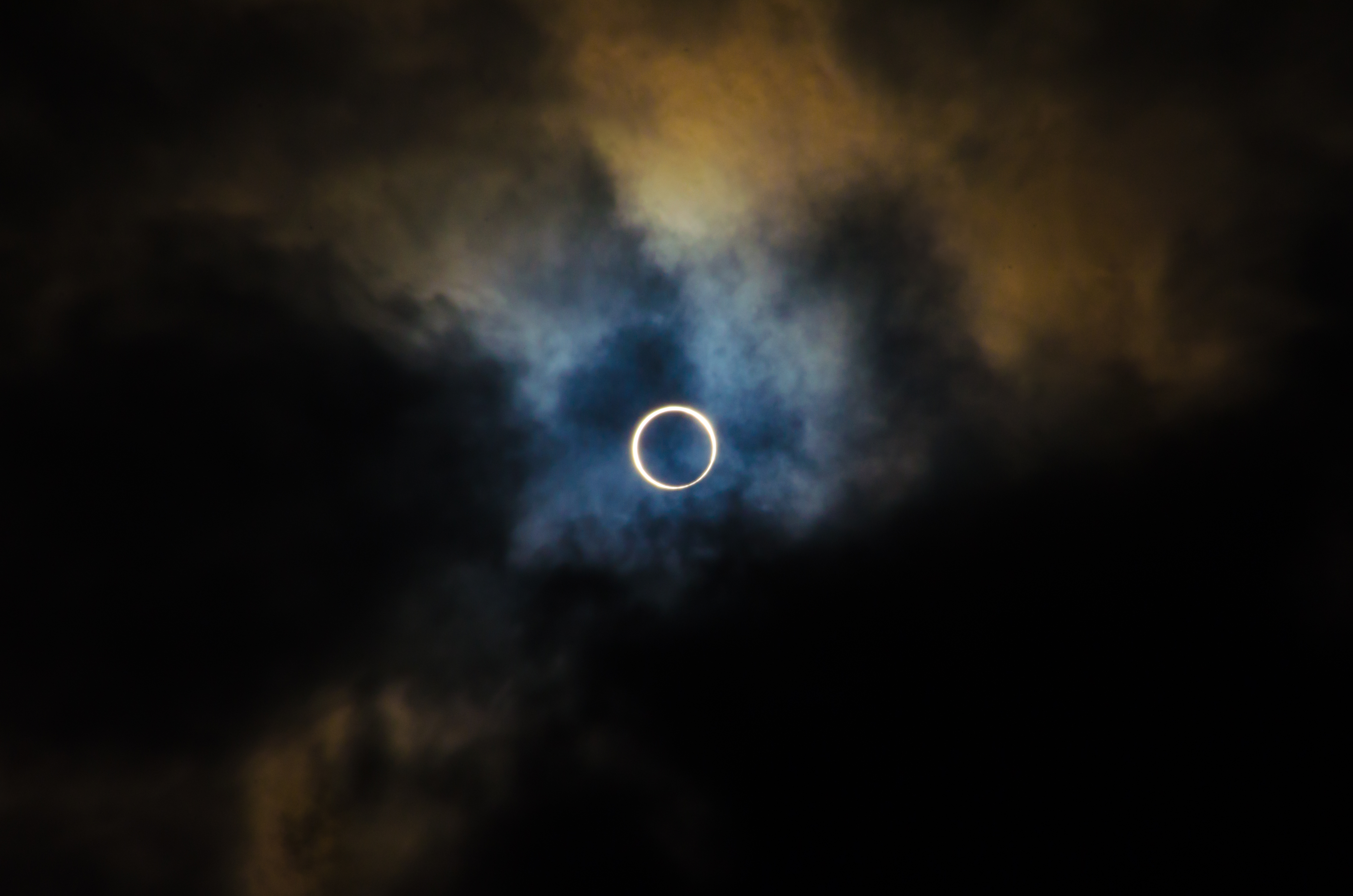
シンガポールで撮影された金環日食
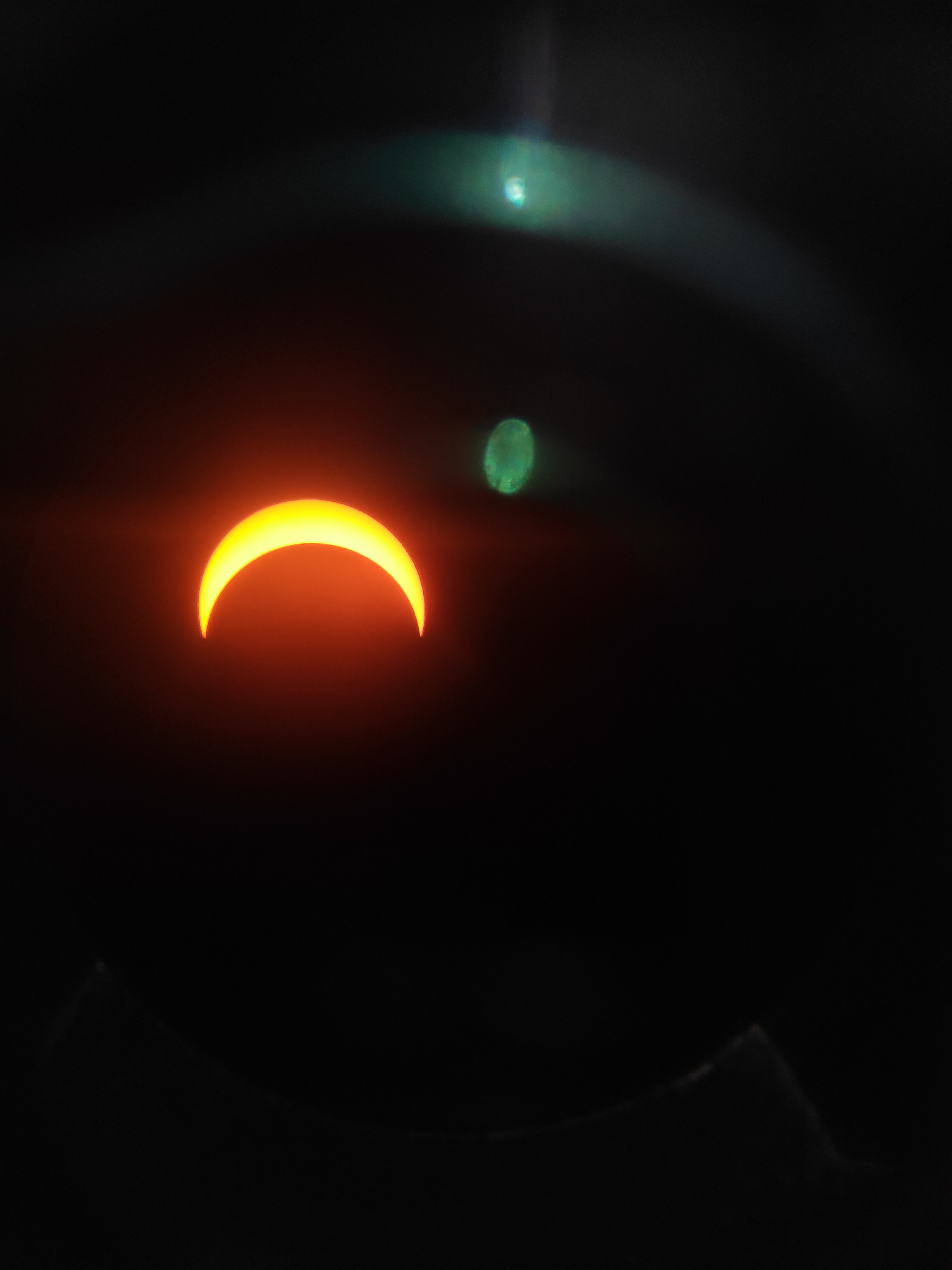
マレーシアサインズ大学で撮影された部分日食
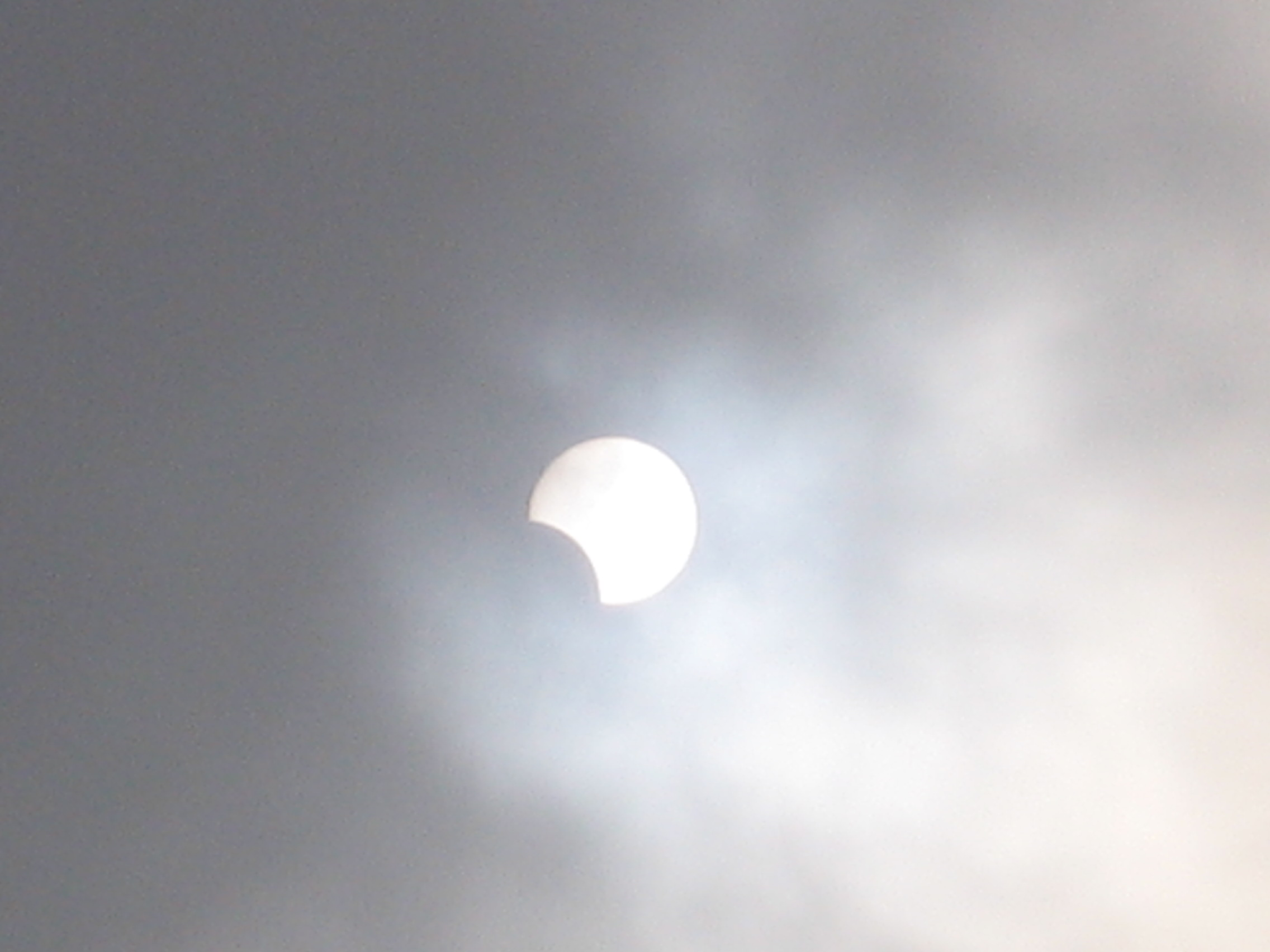
中国の合肥市で撮影された部分日食
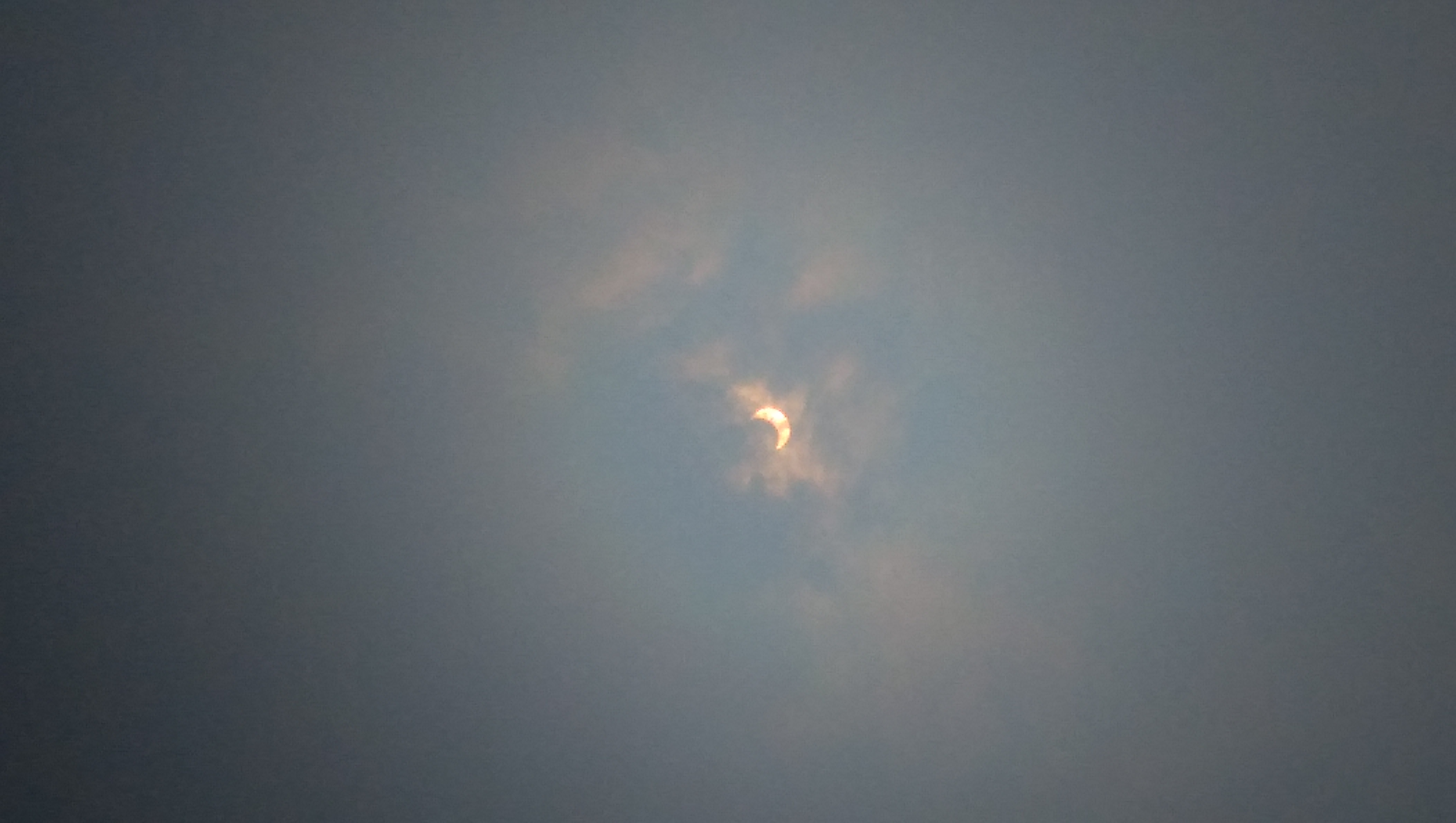
フィリピンのサン・ホセ・デル・モンティで撮影された部分日食
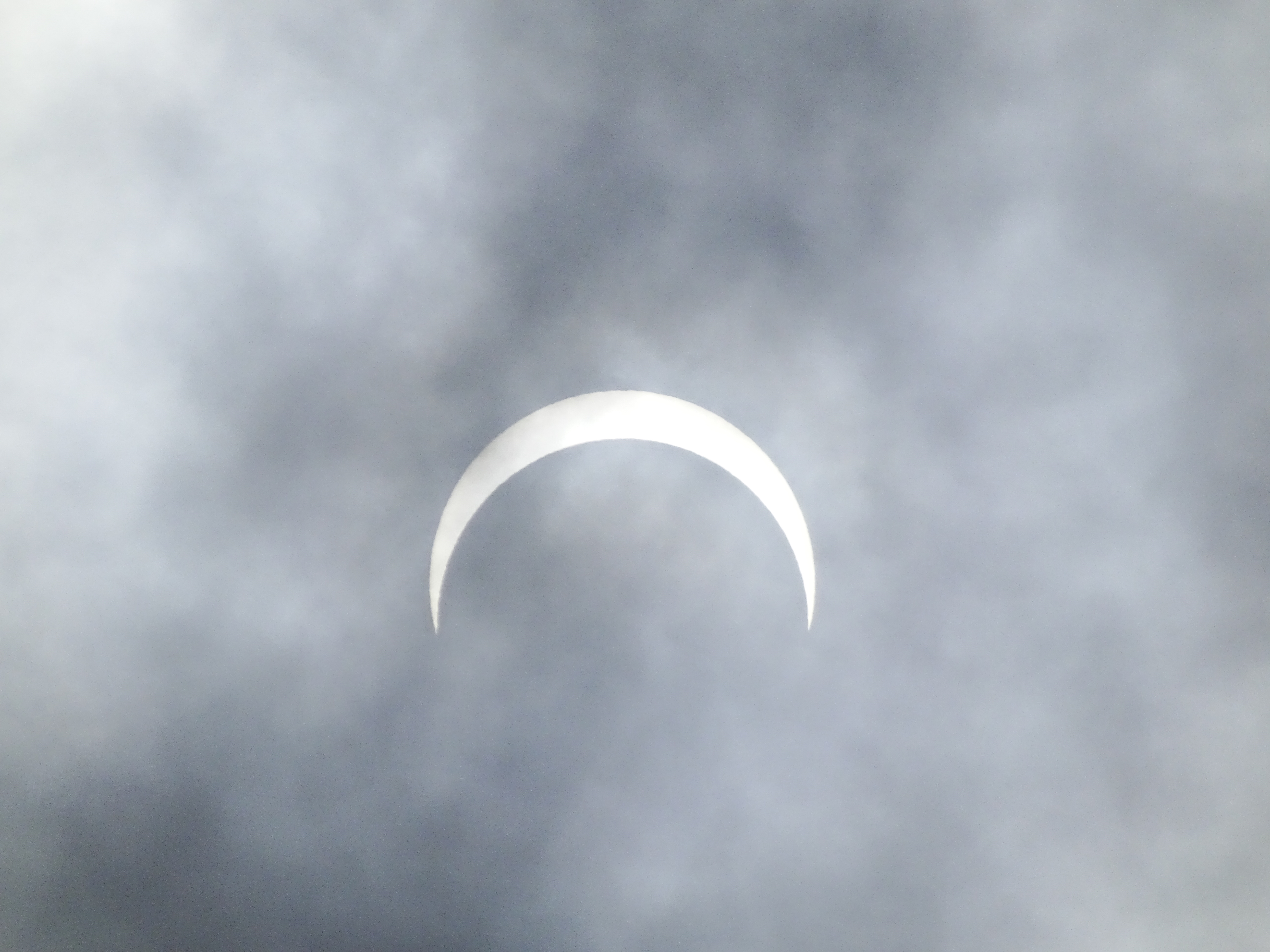
フィリピンのディゴスで撮影された部分日食
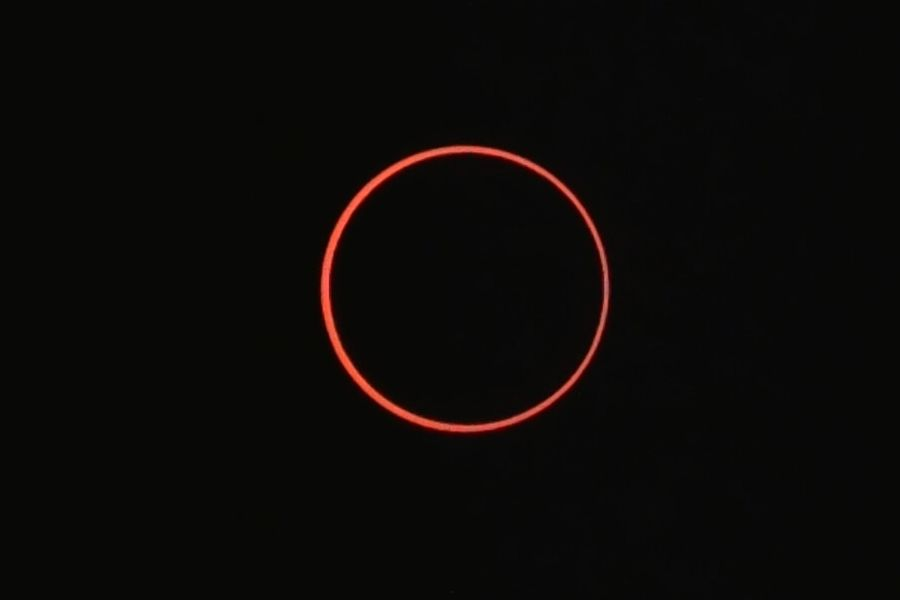
グアムのメリッソで撮影された金環日食
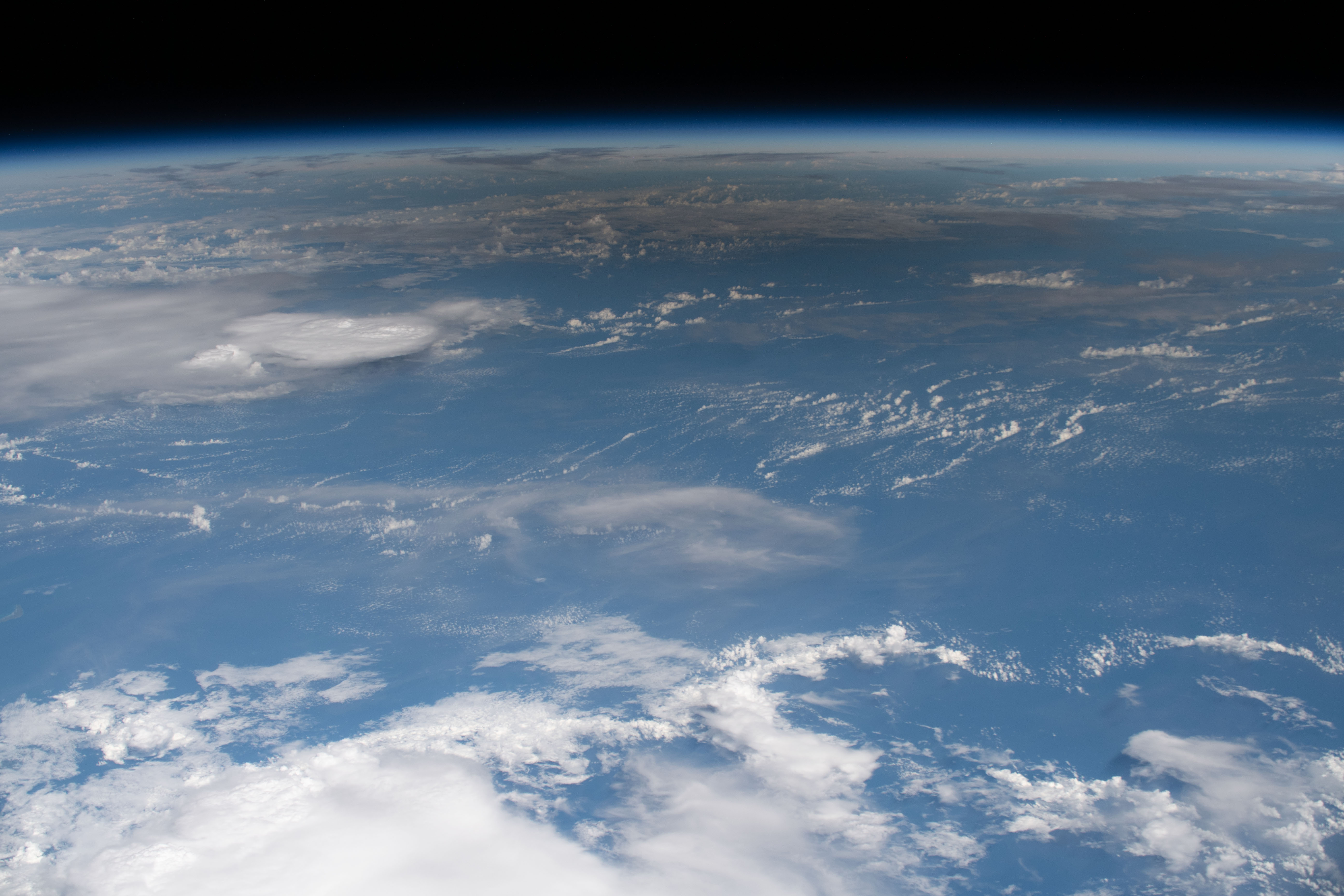
国際宇宙ステーションから撮影された地球に映る月の影